# منتخب كمبوديا لكرة القدم للسيدات
منتخب كمبوديا لكرة القدم للسيدات هو ممثل كمبوديا الرسمي في المنافسات الدولية في كرة القدم للسيدات، يديريه اتحاد كمبوديا لكرة القدم.